# Protista
Protista ou Protoctista é um reino de organismos eucariontes (uma célula com núcleo). Inclui todos os eucariontes que não podem ser classificados como parte dos reinos Animalia (animais), Plantae (plantas) ou Fungi (fungos).
Possui cerca de 20 mil espécies, sendo um grupo diversificado, heterogêneo, que evoluiu a partir de algas unicelulares. Em alguns casos essa origem torna-se bem clara, como no grupo de flagelados. Há registros fósseis de protozoários com carapaças (foraminíferos), que viveram há mais de 1,5 bilhões de anos, na Era Proterozoica. Grandes extensões do fundo dos mares apresentam espessas camadas de depósitos de carapaças de certas espécies de radiolários e foraminíferos.

## Histórico

### Primeiras classificações

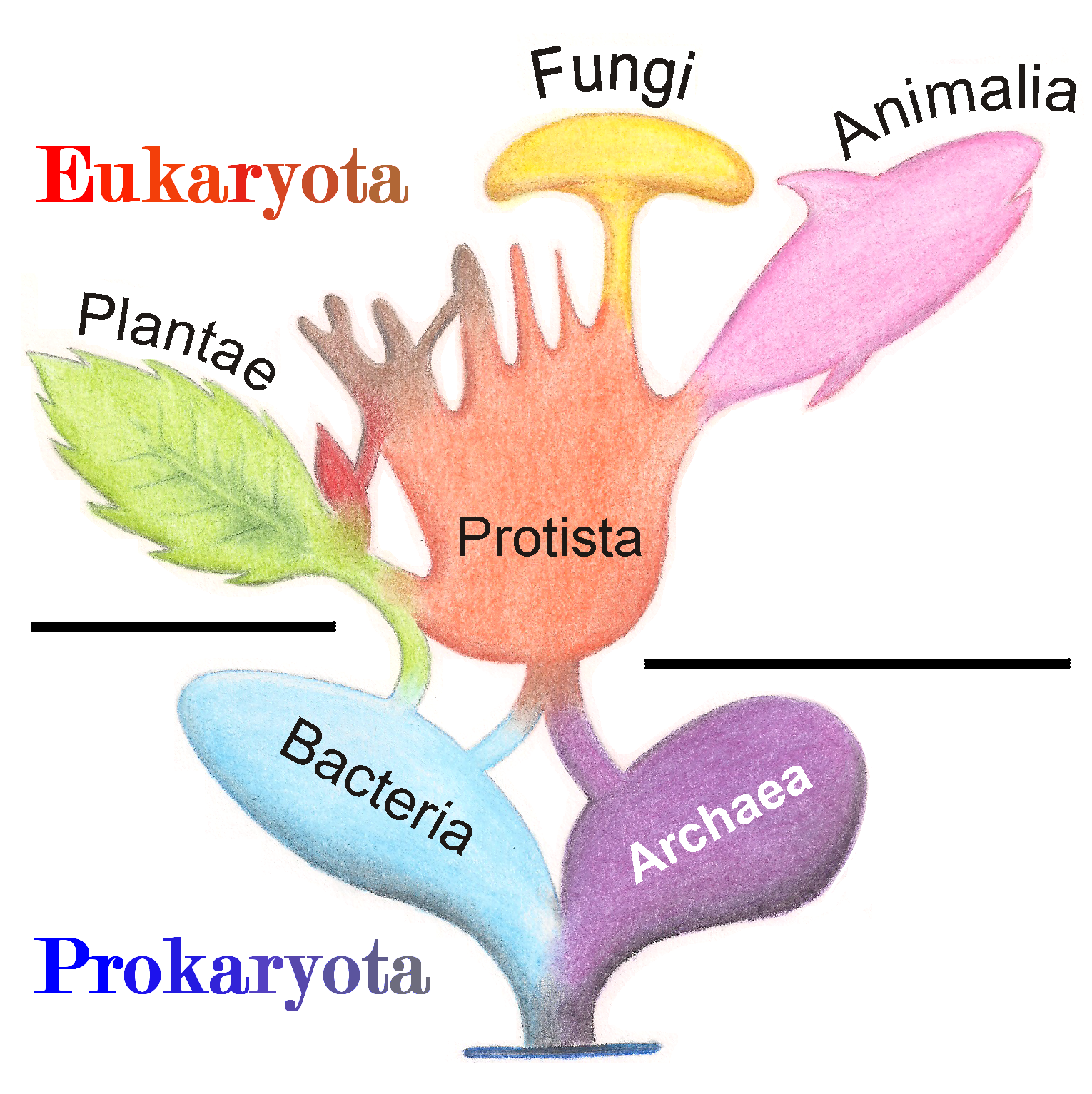
Eram tradicionalmente um termo guarda-chuva para os diversos organismos que não entravam em outros reinos.

Os Protozoários foram classificados por Goldfuss em 1818 como um filo, Protozoa pertencente ao Reino Animal. Goldfuss descreveu  os protozoários como sendo micro-organismos unicelulares heterotróficos, semelhantes a animais, o antigo reino Protozoa (do grego Proto que em português significa primeiro) e (Zoa ou zoo que em português significa animal ou animais) portanto o termo protozoário "em português" significa literalmente "os primeiros animais" e devido a isso foram classificados no Filo Protozoa como se fossem "animais microscópicos" e por conseguinte estavam incluídos no Reino Animal.
O termo criado por Ernst Haeckel em 1866, dividia esse reino em três grupos:
- Protozoa ("semelhantes a animais"): Esses organismos móveis são heterotróficos e, às vezes, parasitas. São subdivididos em Flagellata (flagelados), a Ciliophora (ciliados), a Amebas (fazem fagocitose) e a Sporozoa (formadores de esporos);
- Protophyta ("semelhantes a plantas"): Esses organismos autotróficos são representados principalmente por algas unicelulares. Os dinoflagelados, diatomáceas e euglenas eram considerados protistas que fazem fotossíntese. Atualmente são classificadas como parte dos grupos Chromista, Excavata, Rhizaria ou Alveolata;
- Bolores ("similares a fungos"): bolor de pão e o lodo são organismos saprófitos. Estes são protistas são decompositores e vivem nos rios. Possuem formas celulares e acelulares.

Antigamente referia-se ao Filo dos Protozoários. Atualmente o termo protozoário tem sido empregado como uma designação coletiva, sem valor taxonômico. Os antigos Subfilos passaram a ser os atuais Filos. Na última classificação, o antigo filo Protozoa foi eliminado do Reino Animal e, seus antigos subfilos, subfilo Plasmodroma e subfilo Ciliophora, sendo classificados como filos Plasmodroma e o Ciliophora pertencentes ao reino Protista. As algas unicelulares, crisófitas, euglenófitas e pirrófitas que antigamente estavam classificadas no Reino Vegetal, saíram do Reino Vegetal e passaram a ser classificadas também como integrantes do Reino Protista junto com os protozoários.
A classificação dos protozoários é feita com base nas estruturas de locomoção que apresentam e devido a muitas semelhanças com as estruturas de locomoção das algas unicelulares, todos esses micro-organismos muito semelhantes e que apresentam características mistas tanto de animais quanto de vegetais, saíram dos Reino Animal e do Reino Vegetal e foram todos eles reunidos no Reino Protista.

### Classificações modernas
As classes de micro-organismos anteriormente classificadas como algas (parafilético) antigamente faziam parte do Reino Protista. Hoje, as algas procariontes são as cianobactérias (Cyanobacteria ou algas azuis), classificadas como bactérias do Reino Monera. As algas verdadeiras Rodophyta (algas vermelhas) e Chlorophyta (algas verdes), que são seres pluricelulares estão contidas no Reino Vegetal (Archaeplastida), enquanto as Phaeophyta (algas pardas) são consideradas como pertencentes ao Reino Chromista.
Já os Bolores estão classificados como pertencentes do Reino Fungi.

## Características
Podem ser autotróficos (do grego: "autos", por si mesmo + "trophé", nutrição; literalmente "seres que alimentam a si mesmos"), ou seja, protistas que possuem clorofila e fazem a fotossíntese; no entanto, existem também outros protistas que são heterotróficos, ou seja, incapazes de fazer fotossíntese e que se alimentam de matéria orgânica. Protistas autotróficos, constituem a maior parte do plâncton marinho e dulcícula, são os mais importantes produtores nesses ecossistemas aquáticos.

## Reprodução
No reino protista a reprodução pode ser sexuada ou assexuada , a maioria sendo assexuado principalmente pelo método de bipartição, também conhecida como cissiparidade ou divisão binária, num processo de reprodução assexuada.  Assim como nas bactérias, a célula cresce, têm seu núcleo dividido em dois,  depois o resto da célula se divide, originando duas células geneticamente idênticas.

## Classificação (Supergrupos e Filos)
- Supergrupo SAR
  - Stramenopiles
  - Alveolata
    - Apicomplexa
    - Ciliophora
    - Dinoflagellata

  - Rhizaria
    - Cercozoa
    - Foraminifera
    - Radiolaria
- Excavata
  - Euglenozoa
  - Percolozoa
  - Metamonada
- Amoebozoa
- Hemimastigophora
- Apusozoa
- Opisthokonta (em parte)
  - Filo Choanozoa

Thomas Cavalier-Smith propôs o Reino Chromalveolata, entretanto ainda não esclareceu muitas linhas diferentes de protistas cujas relações não são compreendidas por este sistema de classificação que ele sugeriu. Os cladistas consideram os vários clades de Protistas como subgrupos diretos dos eucariotas, com a admissão de que não conhecem ainda o suficiente sobre eles para arranjá-los em uma hierarquia.

## Diversidade
De acordo com dados moleculares, os protistas dominam a diversidade eucariótica, representando uma grande maioria de sequências de DNA ambiental ou unidades taxonômicas operacionais (UTOs). No entanto, sua diversidade de espécies é severamente subestimada por métodos tradicionais que diferenciam espécies com base em características morfológicas. O número de espécies de protistas descritas é muito baixo (variando de 26.000 a 74.400 até 2012) em comparação com a diversidade de plantas, animais e fungos, que são historicamente e biologicamente bem conhecidos e estudados. O número previsto de espécies também varia muito, variando de {\displaystyle 1,4\times 10^{5}} a {\displaystyle 1,6\times 10^{6}}, e em vários grupos, o número de espécies previstas é arbitrariamente dobrado. A maioria dessas previsões é altamente subjetiva.
Técnicas moleculares, como a codificação de DNA, estão sendo usadas para compensar a falta de diagnósticos morfológicos, mas isso revelou uma vasta diversidade desconhecida de protistas que é difícil de processar com precisão devido à enorme divergência genética entre os diferentes grupos de protistas. Vários marcadores moleculares diferentes precisam ser usados para investigar a vasta diversidade de protistas, pois não há um marcador universal que possa ser aplicado a todas as linhagens.

### Biomassa
Os protistas compõem uma grande parte da biomassa nos ecossistemas marinhos e terrestres. Estima-se que os protistas representem 4 gigatoneladas (Gt) de biomassa em todo o planeta Terra. Essa quantidade é menor que 1% de toda a biomassa, mas ainda é o dobro da quantidade estimada para todos os animais (2 Gt). Juntos, protistas, animais, arqueas (7 Gt) e fungos (12 Gt) representam menos de 10% da biomassa total do planeta, porque as plantas (450 Gt) e as bactérias (70 Gt) constituem os restantes 80% e 15%, respectivamente.

## Doenças
Os protozoários causam oito doenças em humanos:
- Tripanossomas: causam chagas e doença do sono;
- Toxoplasma: causa toxoplasmose;
- Plasmodium: causa malária;
- Leishmanias: causam leishmaniose tegumentar e calazar;
- Entamoeba: causa amebíase;
- Giardia: causa giardíase;
- Trichomonas: causa uma DST chamada tricomoníase.